# Gorno-Badachsjaanse Autonome Oblast
De Gorno-Badachsjaanse Autonome Oblast (Russisch: Горно-Бадахшанская автономная область, Gorno-Badachsjanskaja avtonomnaja oblast) was een autonome oblast in de Sovjet-Unie. De autonome oblast ontstond op 2 januari 1925 samen met de Tadzjiekse Autonome Socialistische Sovjetrepubliek die later de status van Tadzjiekse Socialistische Sovjetrepubliek verkreeg. 
De autonomie van de oblast en de nationale etnische politiek, ook wel korenisatie  genoemd, was een reactie van de Sovjetleiders op de russificatie die de tsaren van het Keizerrijk Rusland in het gebied die tot discriminatie  geleid had. In 1992 bij het ontstaan van de republiek Tadzjikistan werd het gebied van de autonome oblast onderdeel van de autonome republiek Gorno-Badachsjan.